# Jindřichův Hradec (zámek)
Jindřichův Hradec je hrad přestavěný na zámek ve stejnojmenném městě v Jihočeském kraji. Nachází se na soutoku Nežárky a Hamerského potoka. Se svou rozlohou tří a půl hektaru je po Pražském hradu a zámku v Českém Krumlově třetím největším zámeckým komplexem České republiky. Je ve vlastnictví státu (správu zajišťuje Národní památkový ústav) a je přístupný veřejnosti. Roku 1995 byl zapsán na seznam národních kulturních památek.
Hrad založil nejspíše král Přemysl Otakar I. v první polovině třináctého století, ale záhy jej do svého vlastnictví získali Vítkovci, jejichž zdejší větev se poté nazývala pány z Hradce. Jindřichův Hradec jim poté patřil s jedinou krátkou výjimkou až do roku 1604. Po nich hrad, v té době už přestavěný na renesanční zámek, vlastnili v letech 1604–1694 Slavatové a poté Černínové z Chudenic. Za Slavatů přestal být zámek panskou rezidencí. Šlechta jej využívala jen během příležitostných pobytů a návštěv při cestách z Prahy do Vídně. Přesto byl zámek udržován až do velkého požáru v roce 1773, po němž nechali Černínové opravit jen nejnutnější prostory pro své úředníky. Rozsáhlá rekonstrukce proběhla až v první čtvrtině dvacátého století.
Národní kulturní památka Zámek Jindřichův Hradec se skládá ze zámku, zámeckého pivovaru s mlýnem, objektu koželužny, areálu koželužny, vodní elektrárny (zámeckého mlýna) a městského opevnění.

## Historie
Předchůdcem hradu bylo raně středověké hradiště založené pravděpodobně ve druhé polovině desátého nebo až v jedenáctém století. Jeho podoba zcela zanikla pod mladší zástavbou, ale archeologický výzkum v jižní části zámeckého areálu odhalil dvě fáze opevnění, které nejspíše obepínalo celý obvod hradiště. V první fázi tvořila čelní kamenná zeď, na kterou navazovala dřevěná roštová konstrukce vysypaná hlínou. V mladší stavební fázi zmenšenou opevněnou plochu vymezil příkop vytesaný ve skále. Akropole hradiště se patrně nacházela v prostoru zastavěném vrcholně středověkým hradem, zatímco předhradí bývalo v prostoru města.

### Nejstarší dějiny

Erb pánů z Hradce

Zakladatelem hradu byl král Přemysl Otakar I., ale ještě nedostavěný jej získal Jindřich I. z Hradce z rodu Vítkovců, který v roce 1220 používal přídomky „de Nova Domo“ nebo „de novo castro“. Páni z Hradce stavbu hradu podle svých možností dokončili, ale původní záměr velkého hradu s obvodovou zástavbou realizovat nedokázali.
Jindřich I. z Hradce měl syny Vítka a Sezemu. Vítek bývá považován za stavitele blízkého Vítkova hrádku a jako první Vítkovec používal přídomek z Hradce: „de Gredis (1232) a „de Gradec“ (1242). Raně gotický hrad dokončil až Vítkův syn Oldřich I. z Hradce. Král Přemysl Otakar II. ve snaze získat zpět ztracené korunní statky Oldřichovi Hradec odňal náhradou za ves Buk. Oldřich se králi vzepřel a v jeho sporu s Rudolfem Habsburským se postavil proti českému panovníkovi. Král v roce 1277 Hradec dobyl, ale po jeho smrti v bitvě na Moravském poli se páni z Hradce dohodli s Ottou Braniborským, a získali hrad zpět.
Dalším držitelem hradu se stal Oldřich II. z Hradce. Král Václav II. od něj získal listinu, ve které se Oldřich zavázal, že pokud zemře bez mužského potomka, připadne jeho majetek panovníkovi. Podle starších rodových dohod jej měli získat Rožmberkové. Oldřich III. z Hradce se v roce 1318 postavil na stranu panského odboje vůči králi Janu Lucemburskému. Spor šlechty s králem skončil smírně a Oldřich III. poté často pobýval u královského dvora, i když velkého vlivu nedosáhl. Větší vliv se snažil získat podporou Karla IV., ale už v roce 1348 zemřel, aniž by svého postavení dokázal využít. Oldřich III. nechal roku 1338 vyzdobit vstupní síň malbami výjevů ze života svatého Jiří a erby jihočeských rodů, jejichž zástupci se podle Jana Erazima Vocela zúčastnili vojenské výpravy Jana Lucemburského do Pruska.

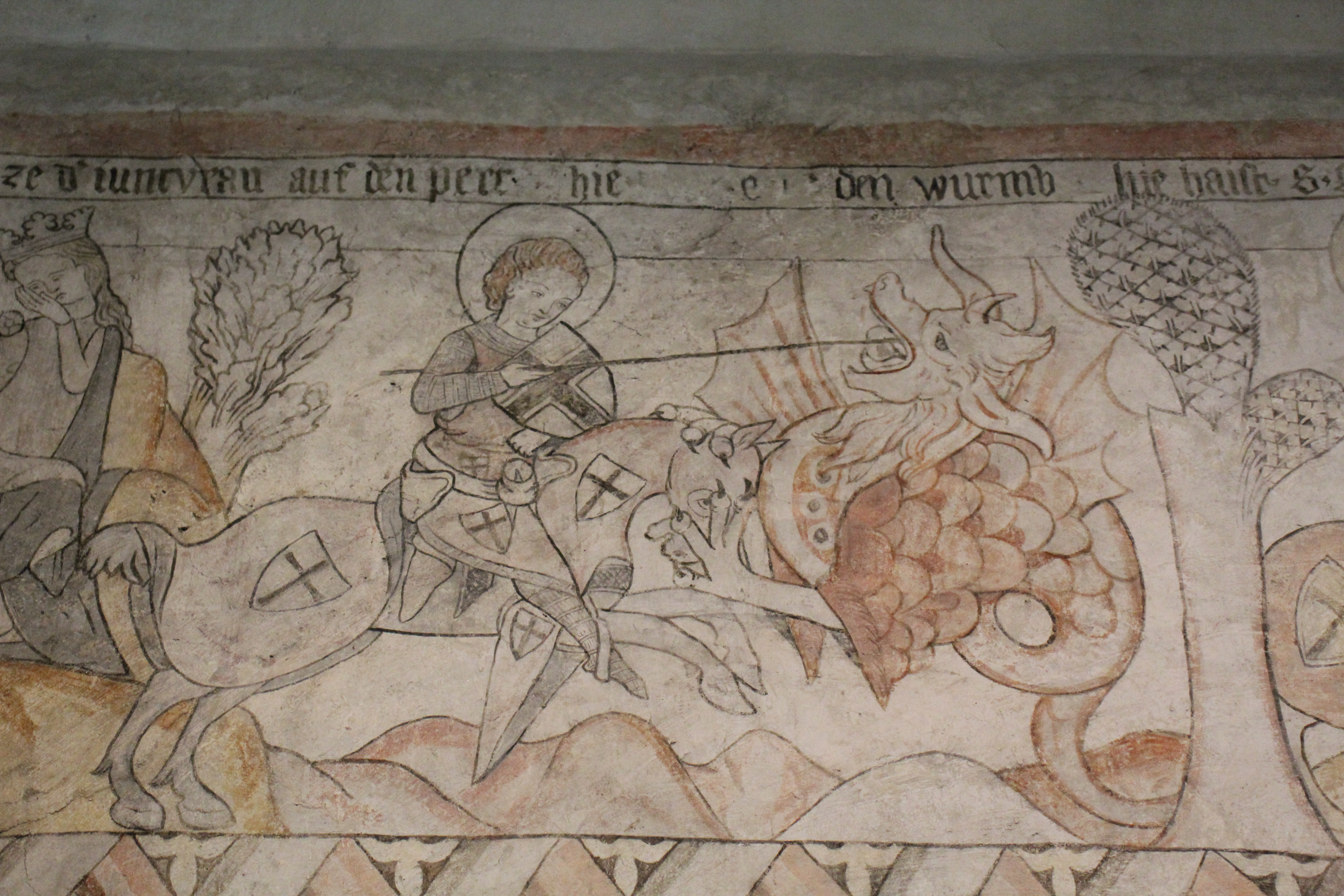
Malby ve Svatojiřském sálu – svatý Jiří bojující s drakem

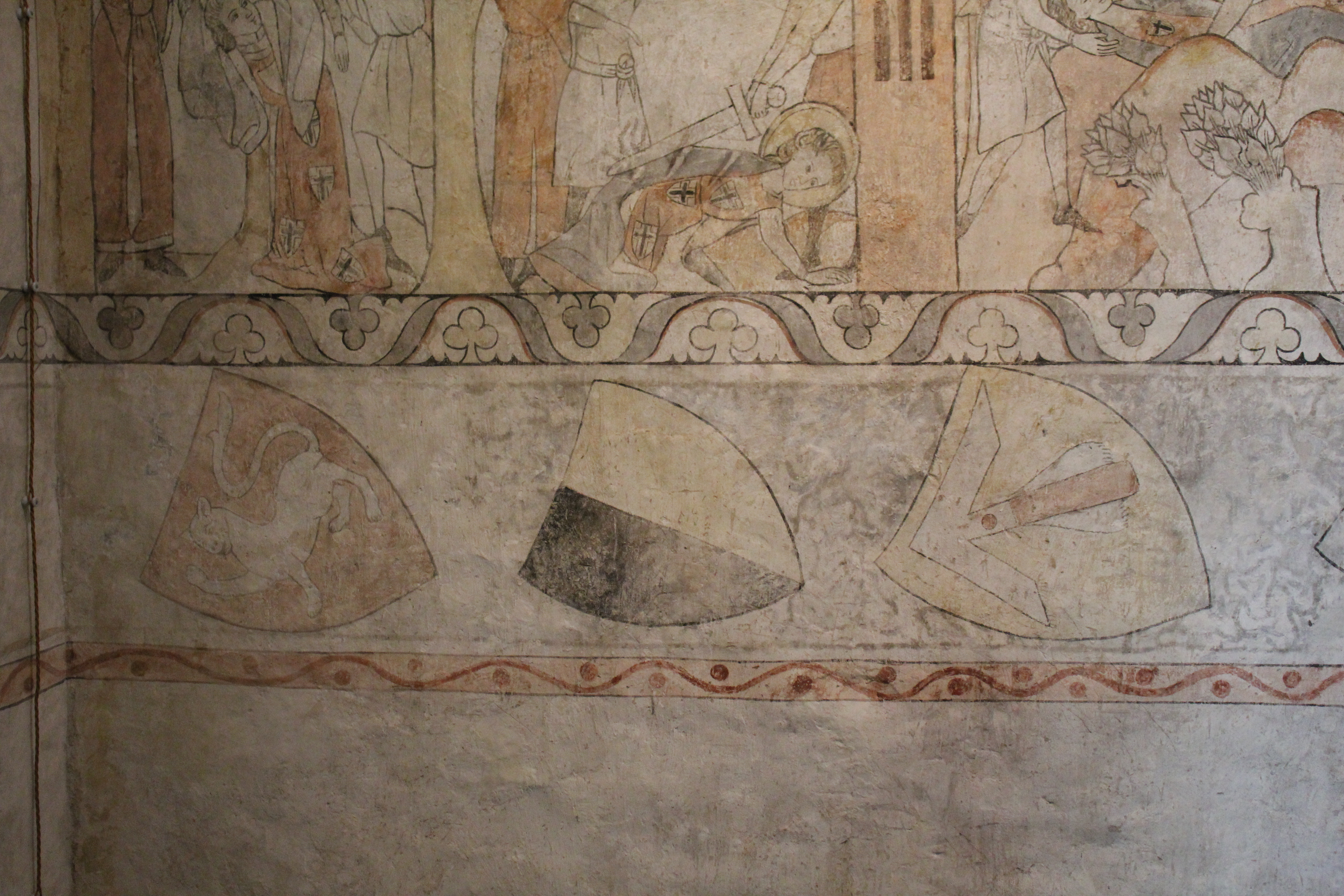
Malby ve Svatojiřském sálu – část erbovní galerie

Po Oldřichově smrti rodový majetek společně spravovali bratři Jindřich II., Oldřich IV., Menhart a Heřman. V letech 1353–1354 se o majetek rozdělili. Jindřich II. a Heřman dostali kromě dalších vesnic a městeček po polovině Jindřichova Hradce. Heřman se věnoval zejména správě svých statků, zatímco Jindřich II. sloužil od roku 1347 Karlovi IV., který jej spolu s Joštem z Rožmberka jmenoval popravcem Plzeňského kraje a roku 1349 mu dal do zástavy město Domažlice za pomoc při tažení proti Ludvíkovi Bavorskému. Za svůj spor s Vilémem z Landštejna však Jindřich o Domažlice přišel, a když se roku 1352 spolu s Rožmberky proti králi vzbouřil, byl potrestán dvouletým vyhnanstvím.
Po smrti Jindřicha II. v roce 1363 zůstali nezletilí synové Jindřich starší, Jindřich mladší, Jindřich a Henslin. Majetek za ně do roku 1369 spravovali strýcové Jošt, Petr II. z Rožmberka a jejich bratři, kteří museli kvůli úhradě dluhů Jindřicha II. odprodat některé části hradeckého panství. Jindřich a Henslin nejspíše zemřeli ještě před dosažením dospělosti. Jindřich mladší se stal spolumajitelem statků strýce Heřmana z Hradce, a pánem Jindřichova Hradce zůstal Jindřich starší. Během vlády Václava IV. se při povstání panské jednoty postavil proti panovníkovi a podílel se na jeho zajetí. Zemřel roku 1398 a zanechal po sobě syny Jana III. z Hradce a Oldřicha Vaváka z Hradce.

### Patnácté století
V době před husitskými válkami se oba bratři názorově oddělili. Zatímco Oldřich Vavák patřil k pánům, kteří podepsali Stížný list proti upálení Mistra Jana Husa, zůstal Jan starší na katolické straně a roku 1420 padl v bitvě pod Vyšehradem. Oldřich Vavák získal bratrův hradecký podíl do svého držení nejspíše už roku 1415. Na počátku roku 1421 v hradní věži na žádost Jana Žižky z Trocnova věznil táborského radikálního kazatele Martina Húsku, kterého propustil až na přímluvu táboritů, společně s Jakoubkem ze Stříbra. Dne 7. června 1421 byl zvolen mezi dvacet správců českého království a stal se nejvyšším mincmistrem, ale už v září téhož roku zemřel. Ve své závěti odkázal 750 kop grošů vdově, po šesti stech kopách dostaly Anna a dvě mladší dcery, ale hradecké panství zdědil Menhart II. z Hradce.
Menhart od bitvy u Lipan otevřeně podporoval císaře Zikmunda Lucemburského a po jeho smrti se zasadil o korunovaci krále Albrechta Habsburského. V roce 1438 na hradě uvěznil Zikmunda Děčínského z Vartenberka, který zde nejspíše na počátku roku 1439 zemřel. V letech 1439, 1441 a 1447 se v Hradci konaly sjezdy, na kterých šlechta projednávala otázku královského nástupníka, kterým se měl stát Ladislav Pohrobek. Po Ladislavově smrti stál Menhart proti králi Jiřímu z Poděbrad, ale jeho syn Oldřich z Hradce se s králem v roce 1450 smířil. Menhart a po něm Oldřich nechali hrad rozšířit a zesílit opevnění. Starý palác byl rozšířen směrem do třetího nádvoří, byly postaveny tzv. Zelené pokoje a vnější opevnění posílily dvě půlkruhové a jedna válcová bašta. Svou formou patřilo nové opevnění k nadprůměrným realizacím, ale jeho účinnost byla omezena slabými hradbami. Za Menharta byli hradeckými purkrabími Markvart z Vojslavic (1424–1431), Jan ze Zhoře (1442), Ctibor ze Zásmuk (1446) a Litvin z Nemyšle (1424–1431).
Bezdětný Oldřich z Hradce zemřel roku 1453 a majetek předtím odkázal bratrům Heřmanovi a Jindřichovi IV. z Hradce, kteří byli syny Jana Telčského. Jindřich se vrátil k Menhartově politické linii a stal se členem Jednoty zelenohorské. Syn krále Jiřího, Jindřich z Minsterberka proto Jindřichův Hradec koncem roku 1467 oblehl, ale po několika měsících obléhání vzdal. Jindřich IV. stál na straně uherského krále Matyáše Korvína a později sloužil Vladislavovi Jagellonskému. Jindřich disponoval celým hradeckým majetkem, ale právně patřila jedna třetina panství Markétě, manželce Viktorína z Poděbrad. Po její smrti se Viktorín 7. dubna 1475 své třetiny dobrovolně vzdal a odevzdal ji Jindřichovi. Hrad v Jindřichově Hradci v té době prošel rozsáhlou pozdně gotickou přestavbou. Během ní byla v parkánu mezi čtvrtou a pátou branou postavena věž Menhartka s černou kuchyní v přízemí. Jindřich založil tradici, podle níž se až do roku 1782 v kuchyni na Zelený čtvrtek vařila sladká kaše pro chudé. V době, kdy v Hradci Jindřich IV. vládl, zastávali úřad purkrabího Jiřík Čelou z Pavlovic (1466), Mikuláš Houska ze Zahrádky (1473), Jan Koňas z Vydří (1476–1477), Mareš Hazl z Nové Vsi (1482), Bohuslav z Běhařova (1485), Václav z Myslína (1490–1495) a Václav Špetle z Prudic (1506).

### Šestnácté století

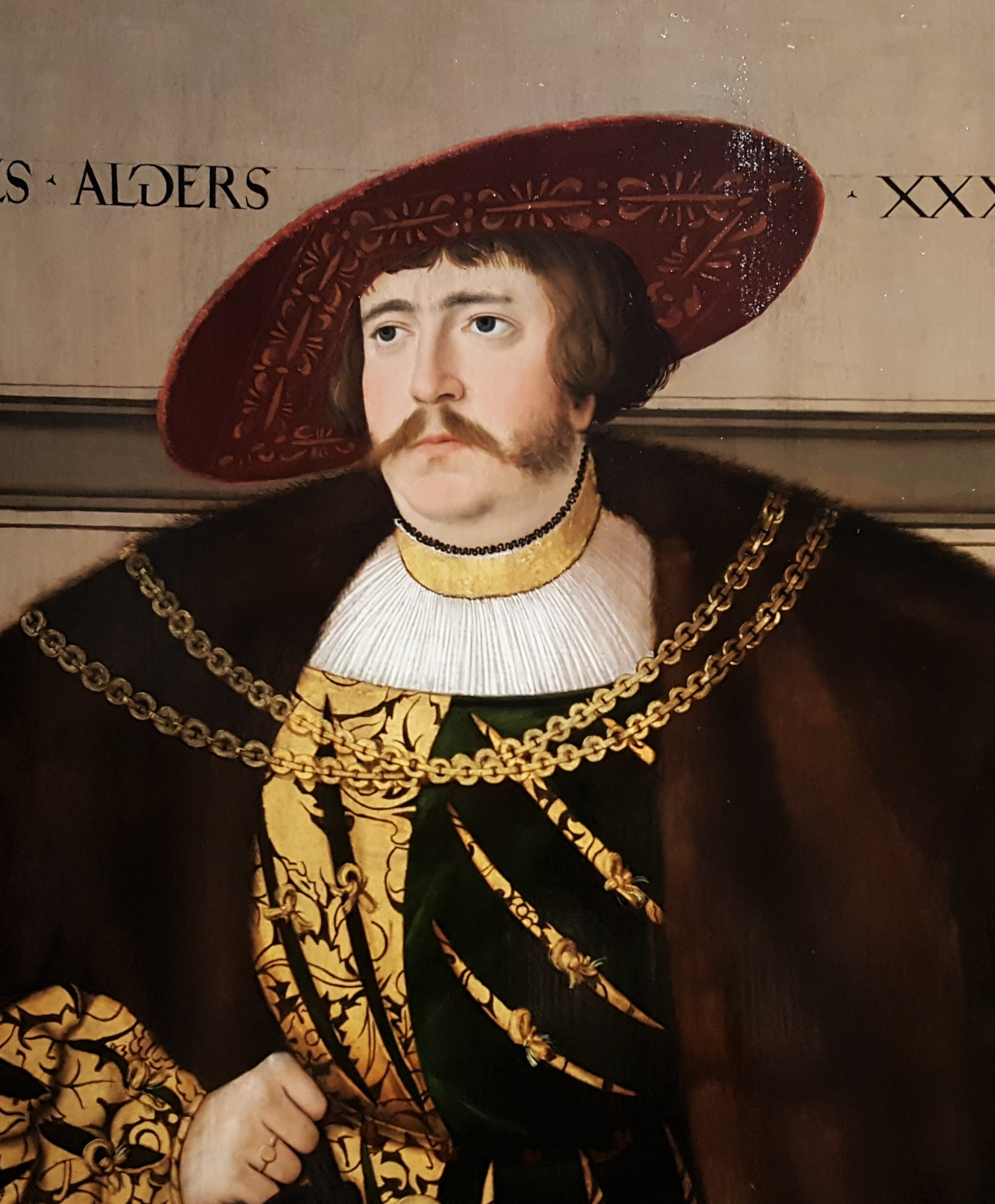
Adam I. z Hradce na výřezu malby Jakoba Seiseneggera z roku 1529

Jindřich zemřel nešťastnou náhodou při lovu dne 17. ledna 1507, když se s ním převrhly sáně a těžce jej poranil v sáních uložený lovecký oštěp. Jeho syn Adam I. z Hradce byl dosud nezletilý, a proto se jeho poručníky stali vdova Anna Hradecká, kněžna Kateřina Saská, Petr z Rožmberka a Jiří Hrobský ze Sedlce na Radeníně. Samotný Adam se správy majetku ujal 14. září 1511. Jako bohatý politik a diplomat v Hradci hostil jiné diplomaty, úředníky a členy panovnické rodiny, a proto zahájil přestavbu hradu na renesanční zámek. V jeho díle pokračoval i syn Jáchym z Hradce a vnuk Adam II. z Hradce. Také Jáchym zemřel nešťastnou náhodou na zpáteční cestě z Vídně, při které se utopil v Dunaji, a jeho syn Adam byl ještě nezletilý.
V posledních dvou desetiletích šestnáctého století se zámku intenzivně stavělo. Stavitel Baldassare Maggi roku 1581 vyprojektoval a řídil stavbu Nového stavení a kameník Antonio Melani v roce 1586 zahájil práci na tzv. Velkých arkádách. O rok později Giovanni Maria Falconi postavil palácové křídlo s velkým sálem, které pohltilo budovu Zelených pokojů a z roku 1590 pochází projekt Malých arkád od Antonia Cometa. Prostor v severní části areálu, kde stávala válcová bašta, uzavřel rondel zakončený kupolí podle projektu Baldassara Maggiho. V prostoru mezi ním a arkádami byla zřízena okrasná zahrada.
Také Adamův syn Jáchym Oldřich z Hradce v roce 1596 zdědil otcův majetek jako nezletilý. Přes svůj velký rozsah bylo panství zadlužené, a proto musel prodat některé vzdálenější statky, ke kterým patřily Polná a Hluboká. Na zámku Jáchym dokončoval stavební práce započaté svým otcem, k nimž patřilo zejména dokončení a umělecká výzdoba rondelu.

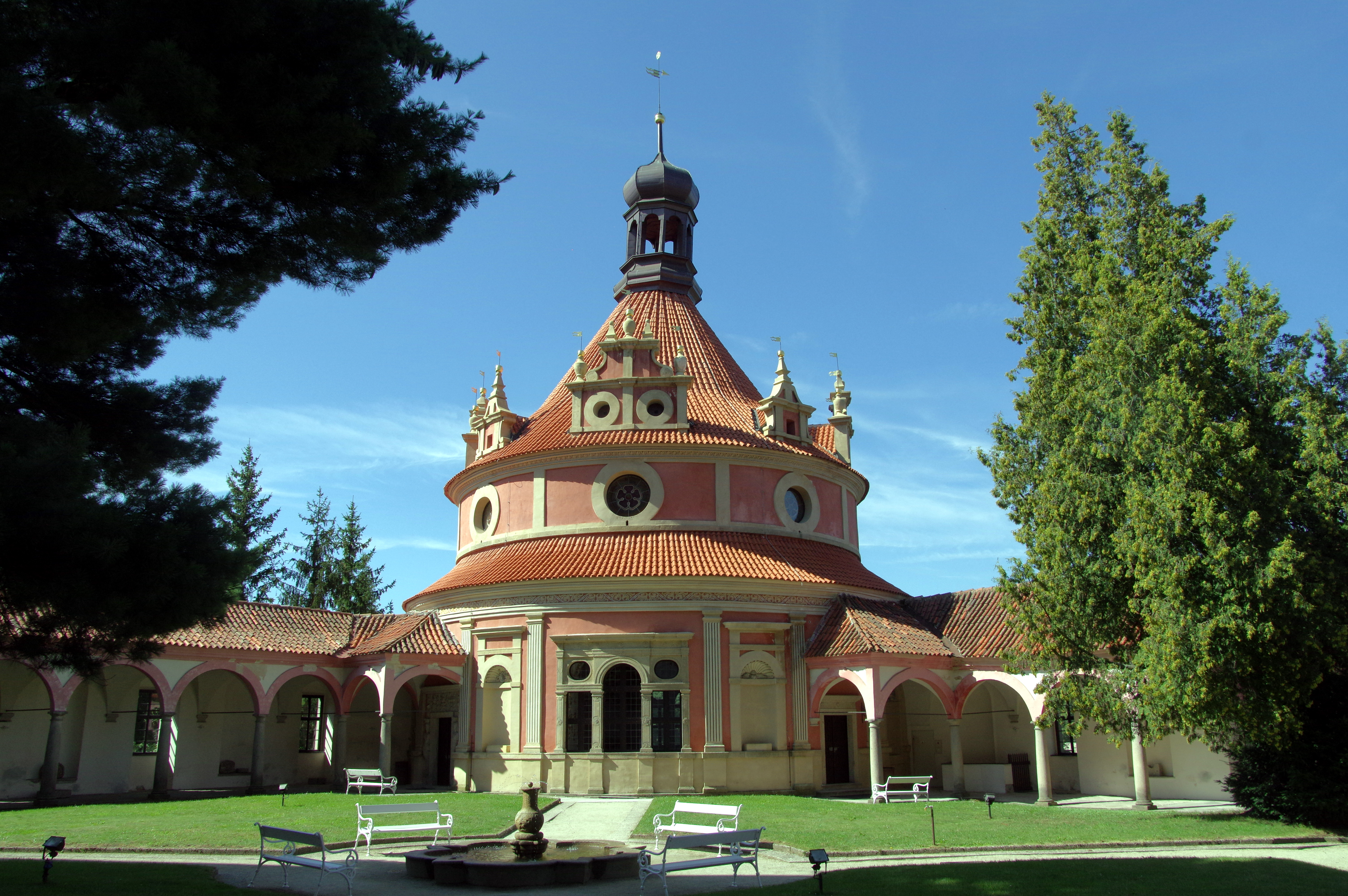
Rondel z let 1591–1596 v zámecké zahradě

Smrtí bezdětného Jáchyma Oldřicha na počátku roku 1604 rod pánů z Hradce vymřel po meči. Jáchymovou manželkou byla Marie Maxmiliána z Hohenzollern-Sigmaringenu, která s sebou do Hradce přinesla pověst o Bílé paní, kterou poprvé zaznamenal Bohuslav Balbín. Jindřichův Hradec však zdědila Jáchymova sestra Lucie Otýlie z Hradce. Sňatkem s ní Hradec získal Vilém Slavata z Chlumu a Košumberka.

### Slavatové
Vilém Slavata žil v Hradci už za svého dětství, kdy zde byl vychováván spolu s dětmi Adama II. z Hradce. Na výchovu dohlížela Adamova manželka Kateřina, která byla přísnou katoličkou. Po svých studiích v Itálii na katolickou víru přestoupil i Vilém, přestože mu to rozmlouvali jeho otec Adam Slavata nebo Petr Vok z Rožmberka. Po bitvě na Bílé hoře zastával vysoké úřady a nejvyšším kancléřem byl až do smrti v roce 1652. Jindřichohradecký zámek poté začal ztrácet svůj význam a sloužil jen ke krátkodobým pobytům majitelů nebo ubytování významných hostů, kteří městem projížděli.
Po otcově smrti hradecké panství spravoval starší syn Adam Pavel Slavata, který zemřel v roce 1657. Majetek po něm převzali synové jeho bratra Jáchyma Oldřicha. Nejprve starší Ferdinand Vilém, který zemřel bez potomků, poté Jan Jiří Jáchym a František Leopold Slavata. Také on zemřel bezdětný, Jan Jiří měl pouze dcery a Jan Karel Jáchym byl generálním představeným řádu bosých karmelitánů v Římě. Mezi dědici vypukly spory o rozsáhlý, ale zadlužený majetek. Hradec nakonec zdědila Marie Josefa, dcera Jana Jiřího Slavaty. Provdala se za Heřmana Jakuba Černína, a hradecké panství se tak stalo majetkem Černínů z Chudenic.
Slavatové ovlivnili podobu zámku jen okrajově. V roce 1619 byla nad jednou z bran postavena věž zakončená plechovou bání, roku 1676 vyzdobil Innocenc Cometa novými štuky kupoli rondelu, které o čtyři roky později doplnil malbami Vavřinec Miller. V roce 1678 byla založena přízemí arkádová chodba od rondelu ke staré baště upravené na umělou jeskyni.

### Černínové

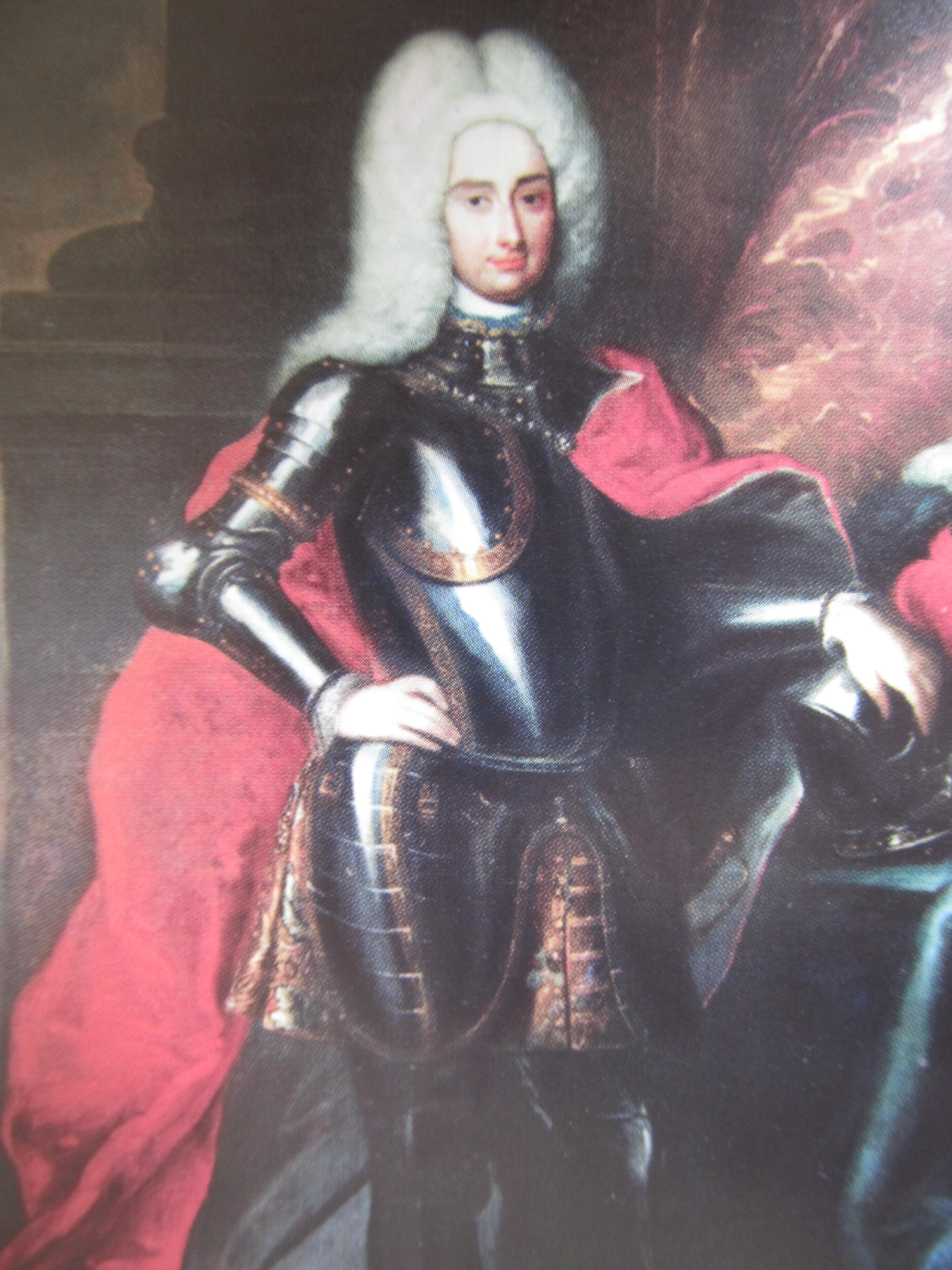
František Josef Černín

Černínové zámek získali v roce 1694. Heřman Jakub Černín na žádost manželky objednal u architekta Františka Maxmiliána Kaňky projekt přestavby zámecké kaple. Stavební úpravy začaly v roce 1709, ale výzdoba byla dokončena až za Františka Josefa Černína.
Po smrti otce se poručníkem mladého Františka stal hrabě František Josef z Valdštejna, který na zámku 23. ledna 1713 hostil císaře Karla VI., jenž se vracel ze své císařské korunovace ve Frankfurtu. Samotný František dosáhl dospělosti v roce 1716 a od té doby bydlel především ve Vídni. Při jednom z pobytů v Jindřichově Hradci vypukl dne 4. dubna 1721 požár, který poničil přední část zámku a způsobil zřícení věže nad první branou. Škody byly napraveny velmi rychle, a už květnu a červenci téhož roku zámek navštívila císařovna Alžběta Kristýna Brunšvicko-Wolfenbüttelská. Zámek v té době býval zastávkou na cestě z Vídně do Prahy. Roku 1732 jej opět navštívil Karel VI. a o rok později František I. Štěpán Lotrinský.
V roce 1733 zdědil černínská panství Prokop Vojtěch Černín, kterého jako nezletilého zastupovala vdova Isabela Marie de Merode-Westerloo. Ta nechala roku 1739 vyměnit krov nad Španělským sálem. O dva roky později k zámku dorazil oddíl šedesáti vojáků francouzsko-bavorského vojska, které se pohybovalo v okolí Českých Budějovic. Požadovalo vydání čtyř děl, o nichž vojáci věděli, že jsou na zámku uložena. Isabela Marie děla ukryla a odmítla je vydat s tím, že je již dříve na rozkaz krajských úředníků odeslala pryč. Vojáci potom odtáhli, protože jim hrozilo nebezpečí od uherských husarů, kteří se pohybovali v okolí Kunžaku. Husaři dorazili do Hradce 8. listopadu 1941 a druhý den byli vytlačeni nepřátelským bavorským vojskem tvořeným 140 jezdci a 800 pěšími. Bavorské oddíly se poté ve městě bránily Rakušanům, ale musely se stáhnout na zámek, kde se po několikahodinovém boji vzdaly.
Také Prokop Vojtěch na zámku hostil členy císařské rodiny. Během sedmileté války většinu zámeckého areálu využila vojenská nemocnice. V roce 1773 pak zámek opět vyhořel. Shořely všechny budovy na třetím nádvoří a provizorně byla opravena jen malá část. Vrchnost od té doby ke svým pobytům využívala zámek Jemčinu. Odhad škod způsobených požárem dosáhl výše 159 401 zlatých. Mimo jiné shořelo 81 obrazů českých panovníků, 39 portrétů pánů z Hradce, Rožmberků, Slavatů a Černínů a 57 dalších obrazů.
V roce 1784 v přízemí věže zřízeno vězení pro vzpurné poddané a do přízemí byl také prolomen nový vchod. V roce 1846 se věž stala útočištěm pro dva ruské medvědy, které si ze svých cest přivezl hrabě Jaromír Černín z Chudenic (1818–1908).
K rozsáhlé obnově nejstarších partií jindřichohradeckého zámku přistoupil až hrabě Evžen II. Jaromír Černín s manželkou Franziskou, rozenou Schönburg-Hartensteinovou. Vypracováním projektu rekonstrukce i vedením stavby pověřili nobilitovaného vídeňského architekta Humberta Walchera z Moltheinu. Opravy byly zahájeny roku 1906 a mezi prvními byl zrekonstruován starý Jindřichův hrad, kdy byl uložen rodový archiv. Nedokončený projekt ukončila pozemková reforma ve dvacátých letech dvacátého století. K dokončení první etapy rekonstrukce exteriérů i interiérů v roce 1917 Černínové objednali velké fotografické album.

## Stavební podoba

### Hrad

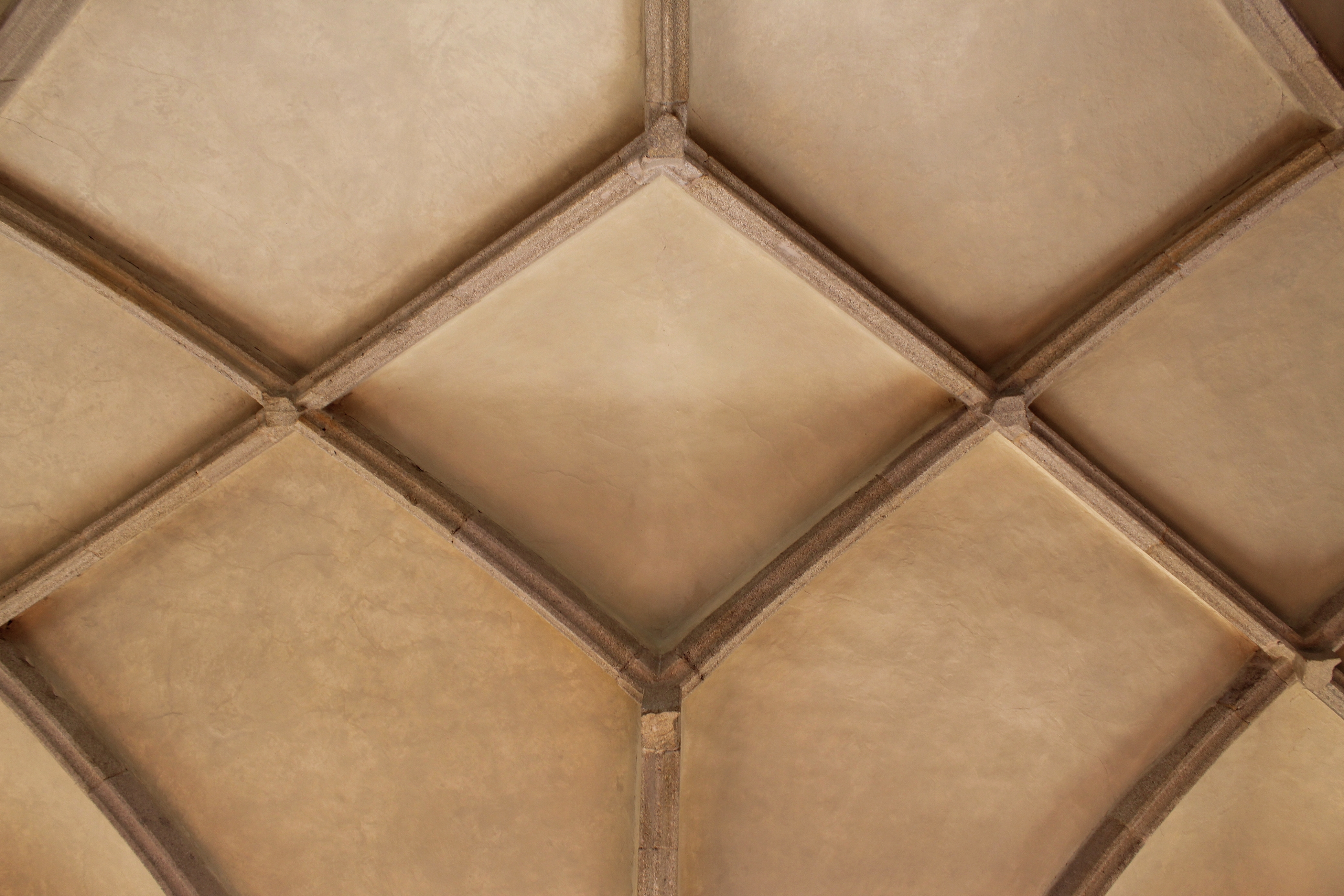
Klenba královského sálu

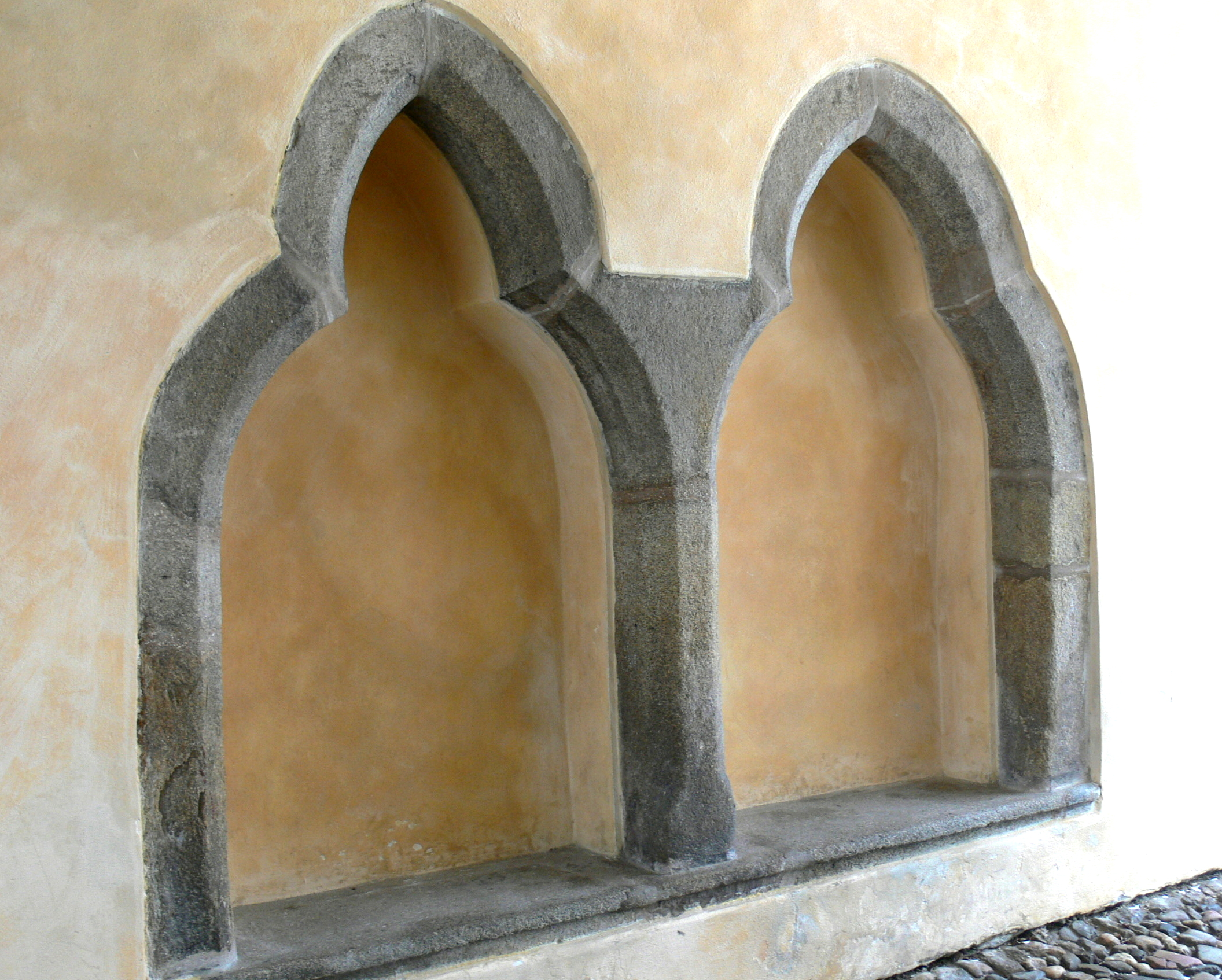
Raně gotická sedilia v průjezdu první brány

Dispozice hradu byla od počátku trojdílná. Rozsah první stavební fáze byl ovlivněn přímou návazností na akropoli raně středověkého hradiště, jehož opevnění bylo v době založení hradu stále funkční. Nejstaršími stavbami proto jsou okrouhlý bergfrit (Černá věž) přístupný románským portálkem v patře a přiléhající románsko-gotický palác. V další stavební fázi vzniklo nové opevnění tvořené hradbou a parkánovou zdí. Minimálně u západní hradby stála nějaká zástavba a opevnění v jihozápadním cípu zesilovala menší zaniklá okrouhlá věž. V čele hradu na severovýchodní straně bývala dvě předhradí opevněná kamennou hradbou zesílenou v případě druhého předhradí parkánem. Do obou předhradí se vstupovalo věžovými branami. V průjezdu první z nich se dochovala raně gotická sedilia. Věžovou bránou se vjíždělo také do parkánu kolem hradního jádra, které bylo přístupné prostým portálem v hradbě.
Černá věž je 32 metrů vysoká. Její obvod také měří 32 metrů. Průměr věže je něco málo přes 10 metrů. Zdi mají v dolní části tloušťku čtyři metry, v poslední třetině se šířka zdí zmenšuje, přičemž v úrovni oken dosahuje přibližně 1,5 metru. Původní vchod vedl přes dřevěný ochoz ze starého paláce ve výšce třináct metrů. V horní části věže, v úrovni řady malých oken, bývala zařízena místnost pro hlásného (pověžného), jehož úkolem bylo co nejdříve zpozorovat blížící se nepřátele nebo požár.
V době vlády Přemysla Otakara II. bylo hradní jádro upravováno. U východního nároží byla k parkánové hradbě postavena čtverhranná obytná věž Hranatka a v patře paláce byla zřízena hradní kaple. Během čtrnáctého století páni z Hradce rozšiřovali obytnou složku. Rozšířen byl starý palác, nová budova vyrostla u západní hradby a jiná uzavřela parkán v prostoru páté brány.
Další rozsáhlé změny v pozdně gotickém slohu proběhly v několika fázích po skončení poděbradských válek. Starý palác byl prodloužen o přístavbu s velkým sálem. Nad průjezdem do vnitřního nádvoří byla zřízena kaple Panny Marie. Palác u západní hradby byl rozšířen do prostoru parkánu. Jeho propojení se starým palácem zajistila arkáda se dvěma oblouky na tordovaných sloupech. Na protilehlé straně nádvoří stál třetí dvoutraktový palác, z něhož na vnější straně vystupovala čtverhranná věž. Celý tento palác zanikl, ale jeho zbytky byly zjištěny archeologickým výzkumem. Nejlépe dochovaným objektem pozdně gotické přestavby je čtverhranná Červená věž (Menhartka) v prostoru mezi čtvrtou a pátou bránou. V jejím přízemí se nachází výjimečně dobře dochovaná hradní kuchyně v Česku s neobvyklým čtyřkomínovým řešením. V prvním patře věže je tzv. Soudnice vyzdobená freskami Mistra Žirovnického.
Úpravy proběhly i na nádvořích v předhradí. Podél hradby prvního předhradí vznikla nová hospodářská zástavba, zatímco na druhém nádvoří vyrostla nová obytná budova. Zesíleno muselo být také opevnění, jehož značné části v jádře byly vyřazeny obytnými stavbami. Svahy druhého a třetího příkopu byly obezděny a celé jádro obehnal nový hradební okruh navazující na městské opevnění. Na západní straně stojí v místě napojení drobná čtverhranná věž Lázna, zatímco na opačné straně hradba navazuje na věž Hranatku. Aktivní dělostřeleckou obranu umožňovaly dvě polookrouhlé dovnitř otevřené bašty, další dvě polookrouhlé bašty vznikly v čelní hradbě prvního nádvoří. Jiná bašta stávala v prostoru renesančního rondelu na mohutném torionu.

### Zámek

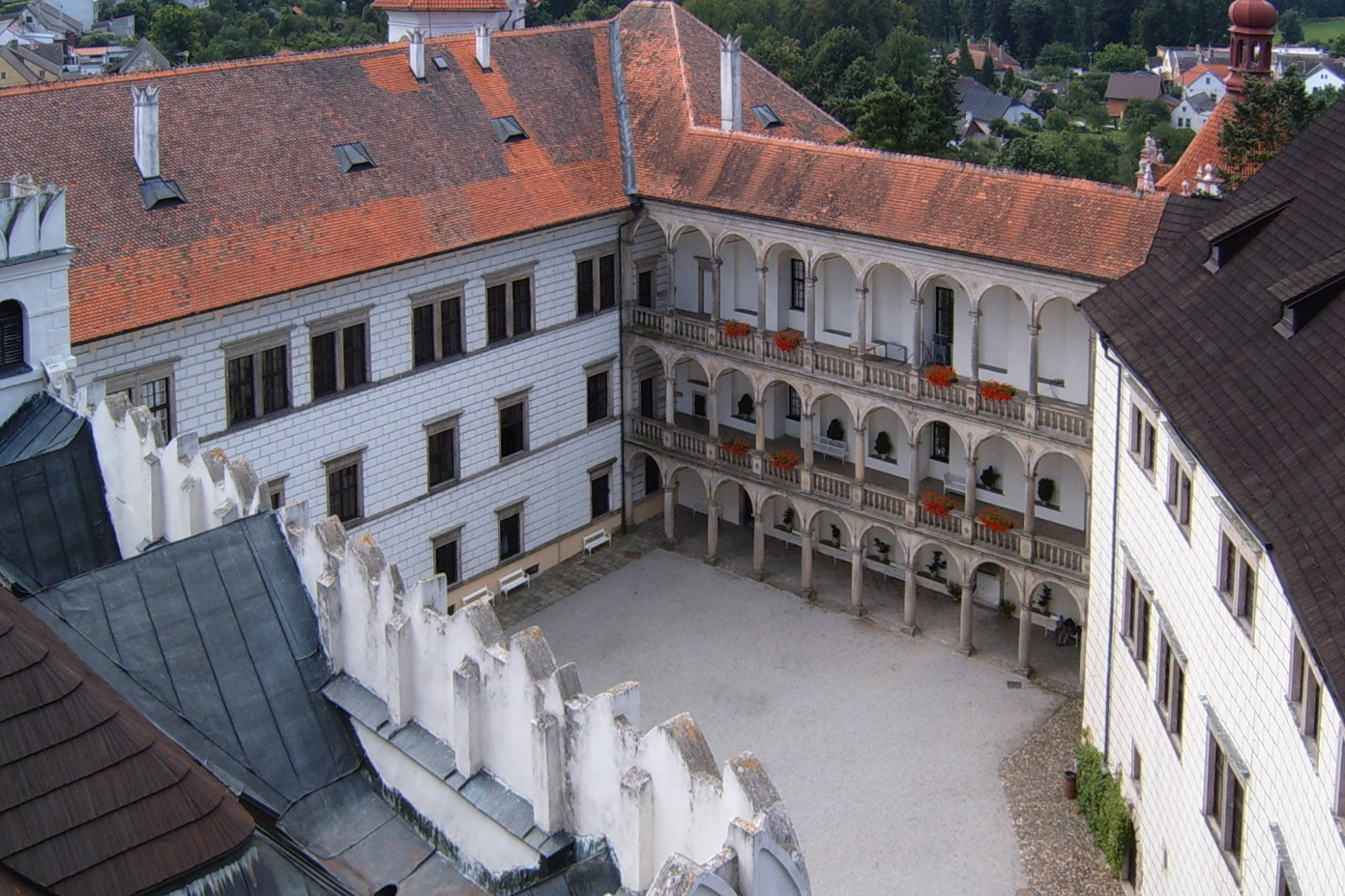
Vnitřní nádvoří s Velkými arkádami (pohled z bergfritu)

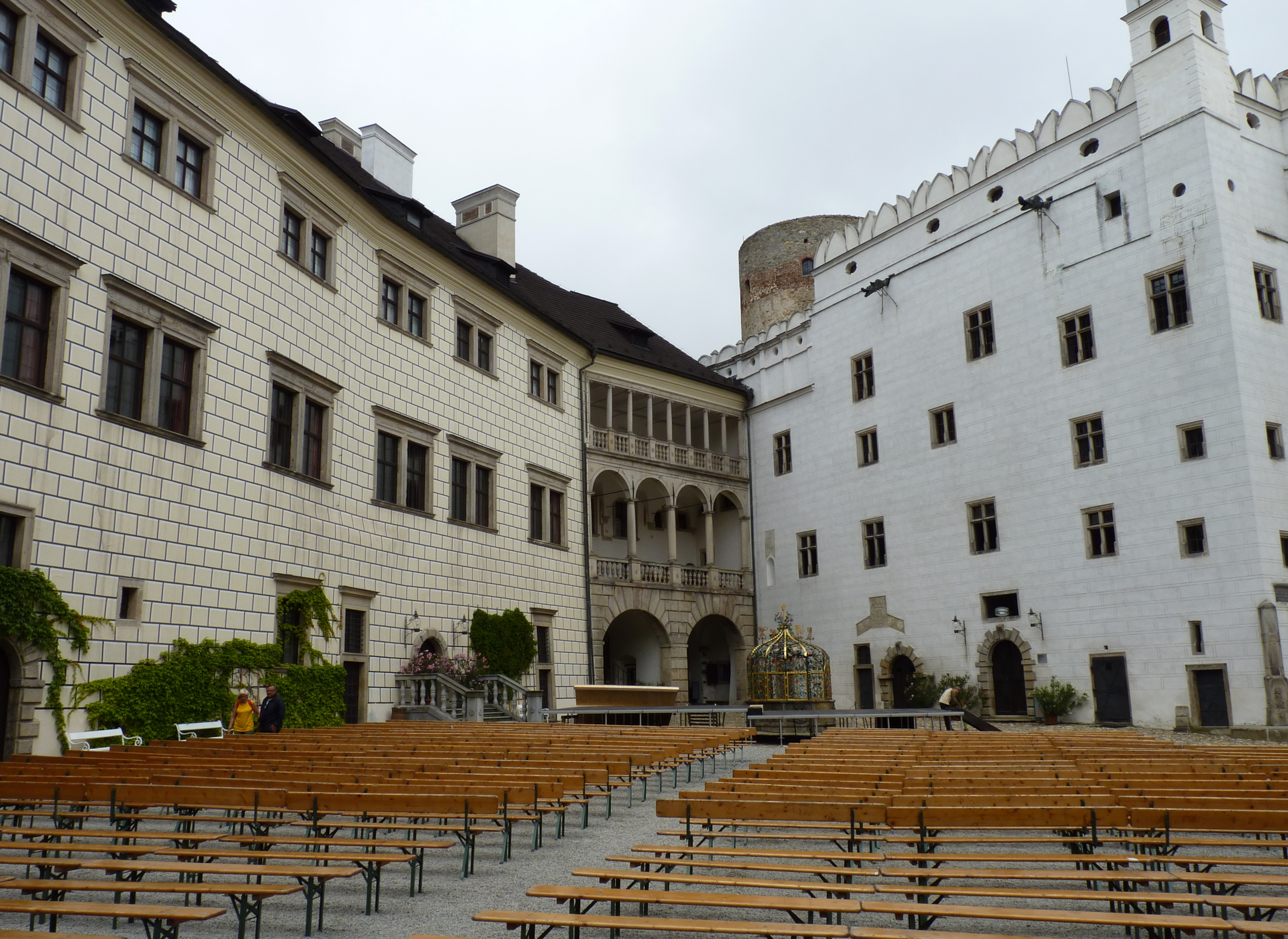
Španělské křídlo a starý palác vzájemně propojené Malými arkádami

Do zámeckého areálu se vjíždí po mostě přes příkop a bránou, nad kterou původně stávala věž snesená roku 1789. První nádvoří obklopují hospodářské budovy budované od poloviny sedmnáctého století, ale horní část uzavírá budova s Rožmberskými pokoji. Tvoří ji pozdně gotické přízemí s renesančním prvním patrem, podél kterého vede zazděná arkáda.
Za průjezdem druhé brány se nachází druhé nádvoří. Na východě je vymezuje křídlo Jáchymova stavení, ale dominantou je hmota bývalého hradního jádra zvaného Jindřichův hrad, ze kterého vybíhá okrouhlý bergfrit. Do třetího nádvoří vede průjezd tzv. Adamovým křídlem. Prostor mezi Malými a Velkými arkádami vyplňuje stavení se Španělským sálem. Protilehlou stranu uzavírá Adamovo stavení z let 1561–1589 se Zelenými pokoji v prvním patře. Býval v něm také Zlatý sál s portrétní galerií, ale zanikl při požáru roku 1773. Na nádvoří je studna s žulovou obrubou z doby před rokem 1604 a malovanou mříží od hradeckého zámečníka Andresa.
V jižním cípu zámeckého areálu stojí zahradní altán (rondel). Během času zanikly malby, většina soch a původní mramorová podlaha byla roku 1790 vytrhána a převezena do Krásného Dvora, ale plastická výzdoba interiéru se dochovala a v letech 1940–1944 byla zrestaurována. Ze všech soch dosud existuje pouze socha Herkula od Innocence Comety.

## Prohlídkové trasy

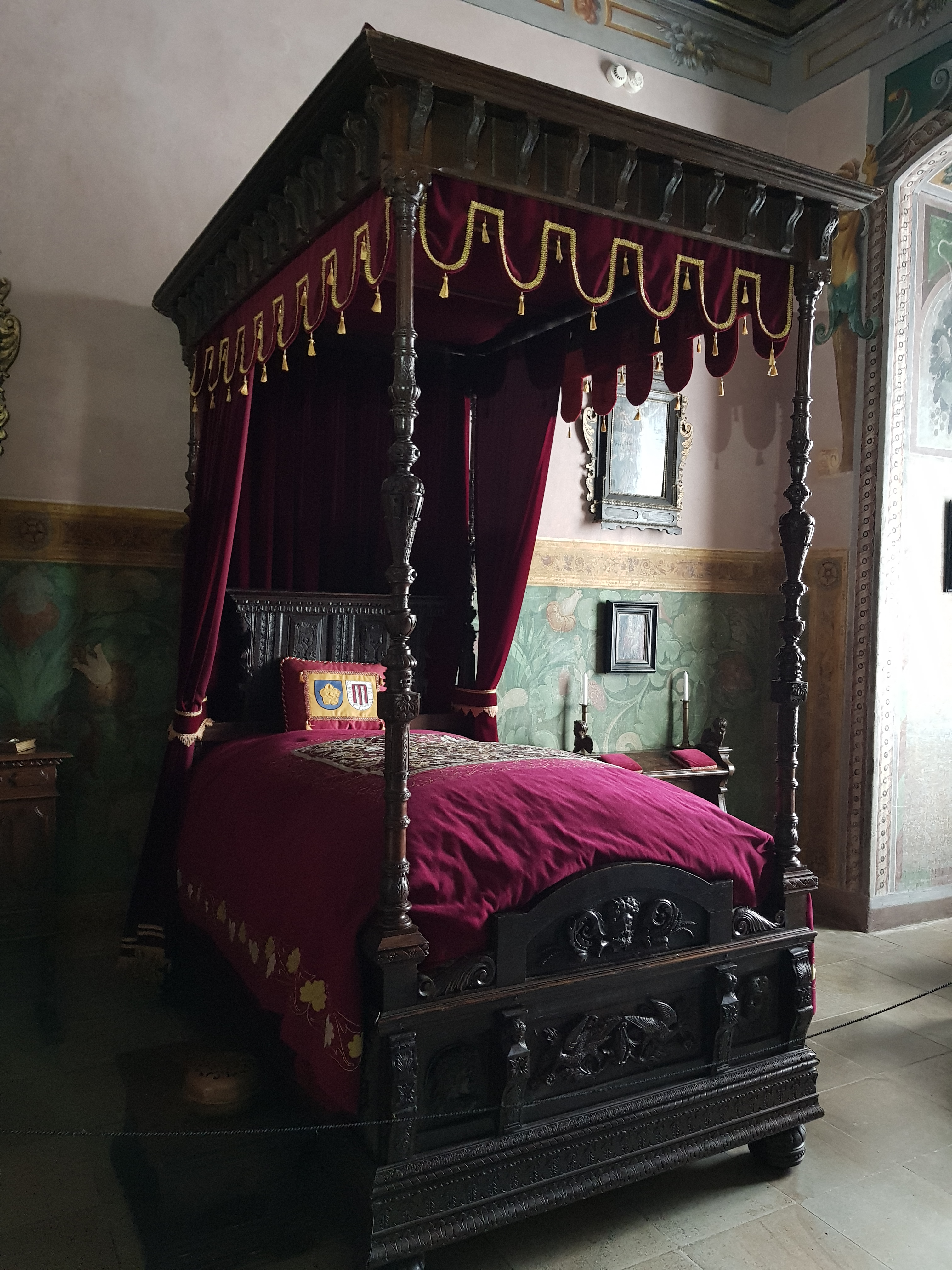
Postel v Ložnici Adama II. z Hradce

- Adamovo stavení (trasa A) – reprezentačními prostory prvního patra renesančního křídla, zařízení ve stylu renesance, baroka, rokoka, empíru a klasicismu.[29][30][31]

1. Schodiště s obrazem Dělení růží, následují tzv. Zelené pokoje v renesančním stylu s nástěnnými malbami z 80. let 16. století a malovanými kazetovými stropy, které přežily požár v roce 1773.
2. První (pážecí) předpokoj s renesanční skříní, na které jsou erby Adama I. z Hradce a jeho ženy Anny z Rožmitálu. Dvoudílná skříň byla součástí Anniny svatební výbavy.[32] Na kazetovém stropě je vyobrazen alianční znak Adama II. z Hradce a jeho ženy Kateřiny z Montfortu,[32] který obklopují růže. Na severovýchodní stěně visí portréty Humprechta Jana Černína vyobrazeného v divadelním kostýmu trojského prince Parida a jeho manželky Diani Marie Ippoliti di Gazoldo jako bohyně lovu Diany.[33] Podle jiné interpretace obrazy představují Jana Karla Jáchyma Slavatu a jeho snoubenku Kláru z Attems.[34]

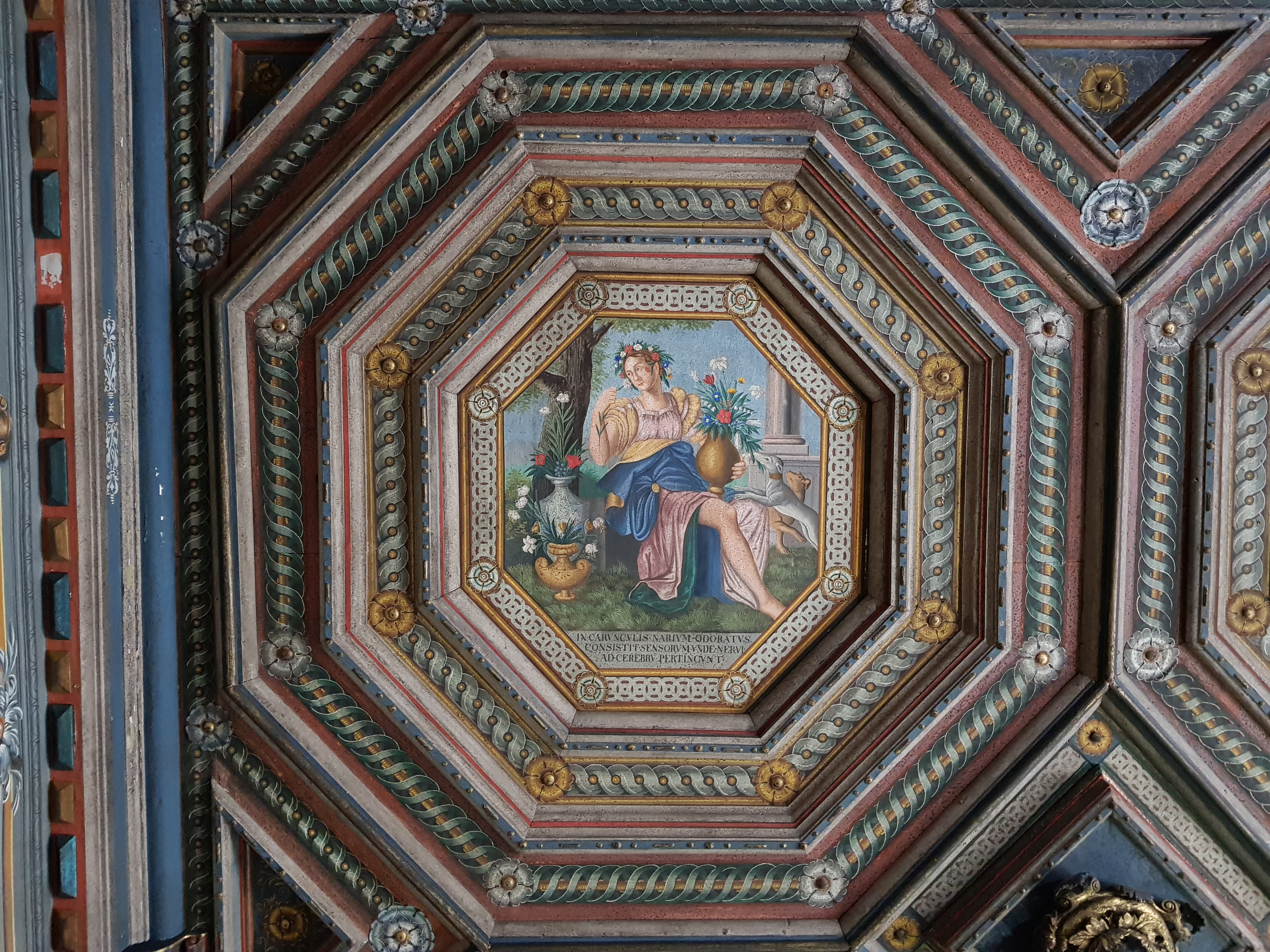
Alegorie čichu na kazetovém stropě v Pokoji smyslů

3. Alegorie čichu na kazetovém stropě v Pokoji smyslů Pokoj smyslů je nazvaný podle alegorií smyslů vyobrazených na kazetovém stropě z osmdesátých let 16. století. Malíř Raimund Paul ztvárnil zrak jako ženu držící zrcátko, kterou doprovází kočka a orel, čich jako ženu přičichávající ke karafiátu, kterou doprovází dva psíci. Chuť zobrazil jako ženu v bílém závoji s mísou ovoce u nohou a na klíně držící jablko, ovoce ochutnává i opička. Konečně hmat je jako chlapec držící ratolest a ovoce, ke kterému slétá okřídlený Saturn a který je obklopen zvířaty.[35] Na stěnách visí kopie tří portrétů od Jacoba Seiseneggera z roku 1529. Představují Adama I. z Hradce, jeho ženu Annu z Rožmitálu, k nim se řadí rozměrově menší skupinový dětský portrét bratrů Jáchyma z Hradce a Zachariáše z Telče. Originály obrazů rodičů se nacházejí ve Zlatém sále na zámku v Telči, zatímco originál obrazu jejich synů je na zámku Červená Lhota.[36][37][38][39] Dále je zde také portrét Adama II. z Hradce, syna Jáchyma z Hradce. Severovýchodní stěnu zdobí portréty Jáchyma Oldřicha z Hradce, posledního mužského člena rodu, a jeho manželky Marie Maxmiliány z Hohenzollernu.[40]
4. Jídelna, původní audienční sál s obrazem Glorifikace zachránění Viléma Slavaty a jeho přátel při vyhození z oken Hradu pražského a portréty Lucie Otýlie z Hradec a jejího chotě Viléma Slavaty z Chlumu a Košumberka. V jídelně se také nachází barokní kredenc.

1. Ložnice Adama II. z Hradce s výklenkem, který byl určen pro přenosnou toaletu. Na západní stěně visí posmrtný portrét Lucie Otýlie z Hradce.
2. Pracovna (kabinet) Viléma Slavaty. K vidění je tapisérie s námětem rhodského kolosu a dva obrazy s námětem sebeobětování dívek pro čest (sebevražda Kleopatry a sebevražda Lukrécie).
3. Chodba s obrazem Perchty z Rožmberka, známé jako Bílá paní a jejího chotě Jana z Lichtenštejna, větší plátna zobrazující Zvířata opouštějící Noemovu archu a Zvířata naslouchající zpěvu mytického pěvce Orfea. Další portréty představují poslední generace Slavatů, včetně portrétu posledního mužského příslušníka rodu Jana Karla Jáchyma Slavaty.
4. Společenský salón s obrazem Bitva křesťanů proti Turkům s rozměry 3,4 × 6,6 metrů od Salvatora Rossy († 1673) a Josef Egyptský se nechává poznat svým bratřím od Petra Brandla z roku 1721. Dále je v salónu také kladívkový klasicistní klavír a portrét prvního Czernina na hradeckém zámku Heřmana Jakuba.
5. Jídelna s nástěnným kobercem (gobelínem) zobrazujícím znaky francouzských královských rodů Bourbonů a Navarra, který navrhl Charles Le Brun, první ředitel královské gobelínové manufaktury v Paříži. Portréty představují Františka Josefa Czernina, jeho ženo Isabelu de Merode-Westerloo a jejich syna Prokopa Vojtěcha Czernina.
6. Kabinet hraběnky je umístěn ve věžním salónu (ve věži osmihrance) s vybavením ve stylu druhého rokoka, strop zdobí erb Karla Evžena Czernina a jeho manželky Marie Terezie Orsini-Rosenberg. Komnata je nejsvětlejším a nejteplejším ze všech pokojů. Kamna vytvořil mistr Hájek, který vytvořil kamna i pro lovecký zámek Jemčinu.
7. Ložnice hraběnky – jedná se o ložnici Marie Terezie Orsini-Rosenberg, nechybí zde proto postel s baldachýnem a toaletní stolek. Na stěně pak visí portréty Marie Terezie a jejího manžela Karla Evžena Czernina a portréty jejich sedmi dětí.
8. Předpokoj - předpokoj (pracovna) hraběnky Marie Terezie Orsini-Rosenberg. V těchto místnostech se také nachází povrchové rozvody elektrické energie z 80. let 19. století, které na zámku instaloval František Křižík.
9. Hostinský pokoj – pokoj Jana Rudolfa Czernina († 1845), v posteli která je v místnosti několikrát přenocoval roku 1812 ve Vídni Napoleon Bonaparte.
10. Velké arkády
11. Rondel, hudební pavilon vystavěný ve stylu manýrismu. Jeho hlavním účelem bylo hosta ohromit, vznikl za Adama II. z Hradce a je jedinečnou stavbou na sever od Alp.

- Gotický palác (trasa B) - trasa prochází tou nejstarší částí celého komplexu a to románsko - gotickým starým stavením (období 12. - 15. století), přístupná jak s průvodcem tak i bez průvodce.

1. Vstupní historická expozice s časovou osou, která představuje ta nejdůležitější data hradecké historie od 12. do 15. století a další archeologické nálezy.
2. Druhá komnata vstupní expozice s exponáty dokládajícími vysokou kulturní a rytířskou úroveň dvora pánů z Hradce. Krátký animovaný film oživující postavy legendy o sv. Jiřím.
3. Raně gotická komnata s válcovým krbem a replikami gotického nábytku.
4. Hlavní vstupní síň s jedinečnými nástěnnými malbami představující Legendu sv. Jiří z 14. století
5. Místnost s valenou klenbou, vystavená je zde truhla a vyřezávaná cassapanca.
6. Komnat s výhledem na kůr kaple sv. Ducha.
7. Reprezentativní Královský sál, který je zdobený síťovou klenbou z konce 15. století s podobiznami vybraných bájných i reálných českých vládců.
8. Předsálí královského sálu s krbem - tzv. vlašský komín.
9. Pokladnice, ve které jsou vystavena cenná umělecká díla -  Pieta z Lodhéřova, Jindřichohradecká madona a Reliéf zvěstování Panně Marii.
10. Hradní kaple svatého Ducha (pouze u komentované prohlídky)
11. Černá kuchyně z 15. století

- Dětská trasa[41] – trasa určená zejména dětem, představuje dětství malého Karla Evžena Czernina.

1. Jídelna
2. Ložnice rodičů
3. Učebna
4. Předpokoj
5. Dětský pokoj
6. Třetí nádvoří
7. Černá kuchyně

- Zámecké muzeum s výstavou Fantastické záhady Arnošta Vašíčka a „Kabinety Stuchlé“ (bez průvodce) – expozice Czernínů, výstava Fantastické záhady ze sbírek Arnošta Vašíčka a výstava pohyblivých loutek výtvarnice Stanislavy Stuchlé.[42]
- Černá věž a Černá kuchyně (bez průvodce)[43]

## Návštěvnost
| Rok  | Počet návštěvníků |
| ---- | ----------------- |
| 2012 | 58 239            |
| 2013 | 47 825            |
| 2015 | 56 560            |
| 2016 | 60 268            |
| 2017 | 72 302            |
| 2018 | 72 860            |
| 2019 | 70 358            |
| 2020 | 50 579            |
| 2021 | 46 506            |
| 2022 | 60 417            |
| 2023 | 62 893            |

Zámek Jindřichův Hradec byl čtvrtým nejnavštěvovanějším objektem ze třinácti kulturních památek ve správě Národního památkového ústavu v Jihočeském kraji (po Českém Krumlově, Hluboké a Červené Lhotě) – v roce 2011 jej navštívilo téměř 57 tisíc lidí. V roce 2013 však s návštěvností necelých 48 tisíc lidí klesl na páté místo za hrad Rožmberk. Čtvrtou nejnavštěvovanější památkou v Jihočeském kraji byl i v roce 2018.

## Hrad a zámek ve filmu
V areálu zámku se natáčely následující filmy a pohádky:
- Anatomia Pragensis (1983, režie: Miloslav Luther)
- Bathory (2008, režie: Juraj Jakubisko) - pouze inspirace interiéry
- Jan Cimbura (1941, režie: František Čáp)
- Kacířova nevěsta (2017, režie: Hansjörg Thurn)
- The Wheel of Time (2021-2023, režie: Uta Briesewitz, Salli Richardson-Whitfield, Wayne Yip)
- Noc s kouzelníkem (1982, režie: Thomas Fantl)
- Pan Vok odchází (1979, režie: Karel Steklý)
- Posel úsvitu (1950, režie: Václav Krška)
- Porodní asistentka (2014, režie: Hannu Salonen)
- Proč bychom se netopili (2007, režie: Petr Nikolaev)
- Smuteční slavnost (1969, režie: Zdeněk Sirový)
- Svatby pana Voka (1970, režie: Karel Steklý)
- Svědek umírajícího času (1990, režie: Miloslav Luther)
- Tajemství staré bambitky 2 (2022, režie Ivo Machráček)
- Vojtěch, řečený sirotek (1989, režie: Zdeněk Tyc)
- Z pekla štěstí (1999, režie: Zdeněk Troška)